# Fisherman's Bait: A Bass Challenge
Fisherman's Bait: A Bass Challenge, conosciuto in Giappone come Bass Angler (バスアングラー?, Basu Angurā), è un videogioco sportivo arcade sulla pesca edito dalla Konami nel 1998, funzionante attraverso la scheda madre System 573. È il primo capitolo di una propria serie ed ebbe anche un porting per la console PlayStation, uscito in madrepatria col nome di Exciting Bass (エキサイティングバス?, Ekisaitingu Basu) nello stesso anno e in Occidente nel 1999.

## Modalità di gioco
In Fisherman's Bait: A Bass Challenge vi si introducono tre modalità; una quarta è presente solo nella sua versione PlayStation, ossia "Vs Play", una normale sfida competitiva tra due giocatori.
La prima disponibile nel menù è "Beginner", riservata ai principianti che si esercitano coi comandi della pesca su un unico lago immaginario (Lake Paradise). La seconda invece è "Training", che, come il nome suggerisce funge da allenamento per il torneo selezionando uno dei tre reali laghi situati in Giappone ove pescare: il Lago Biwa (Hudler Chain), il Lago Kasumigaura (Lake Raimier) ed il Lago Kawaguchi (Lake Howell).
La terza nonché rappresentativa modalità è "Tournament", il suddetto torneo ufficiale articolato in tre round di gioco costituiti da due fasi della durata di 10 minuti ciascuna, che si svolgono su quei laghi. Nella prima, la preliminare, viene imposto di prendere un pesce che sia del giusto peso (o anche più) al fine di essere qualificati alle finali, dove l'obiettivo sarà pigliare quanti tra i "tre" pesci più grossi che si può, il cui peso lordo costantemente si aggiorna nel corso dell'attività. Al termine di un round, se il risultato totale dovesse comparire tra i primi tre posti della principale Top 20 si passa a quello successivo. Il giocatore è proclamato vincitore quando si trova al primo posto nella classifica generale medesima, mediante la somma complessiva dei pesi totalizzati durante le giornate di gara.

### Sistema di pesca
Il cabinato presenta un joystick basato su una vera canna da pesca. Il gameplay è il tipico simulatore arcade incentrato sul genere, ove si hanno a disposizione 120 secondi di tempo, esaurite le quali viene richiesto di inserire un credito per continuare a giocare, altrimenti finisce. Sulla mappa dei tre sopracitati laghi vi sono sette punti con paesaggio ideali dove cui mettersi a pescare. All'avvio di una partita la giornata è stabilita dal mese, dall'ora, dalla stagione e dalle condizioni atmosferiche. 
Optati il lago e il punto adatto l'attività comincia, ma non prima di avere scelto il diverso tipo di esca che si preferisce; in tutto sono sette e, se lo si vuole, possono venire cambiate di colore e fantasia. Da una prospettiva in terza persona, il giocatore può spostare la non visibile barca da sinistra a destra e viceversa in modo da direzionare la canna del pescatore, dopodiché preme l'unico pulsante, la prima volta su come deve potenziare la gittata della lenza (appare infatti l'apposita barra), la seconda definitivamente per lanciarla assieme alla propria esca, che è mostrata sul fondo dell'acqua tramite un riquadro nell'angolo in alto a sinistra dello schermo.
Per catturare un pesce innanzitutto bisogna attirarlo muovendo il joystick in tutte le direzioni, avvolgendo il mulinello o ambedue all'unisono, poi fargli abboccare virtualmente l'amo tirandone la bobina e, per ultimo, avvicinarlo al pescatore girando solo il mulinello. In quest'ultima parte il giocatore deve tenere conto però della tensione esercitata sulla lenza dal pesce, indicata da una barra verticale posta sul lato destro sempre dello schermo: se essa dovesse divenire forte (colorata in rosso) tale lenza la si deve allentare, altrimenti, raggiunto il picco massimo, il pesce medesimo la rompe venendo quindi perduto. Quando alla fine è raccolto in automatico, in base al suo peso specifico regala determinati secondi preziosi.
Riguardo ai pesci che si pigliano, i più comuni sono i persico trota nelle loro sette classi di peso. Altri quali la trota arcobaleno, il bluegill, lo sneakhead ed il pesce gatto (con il suo simile biwa), specie nel torneo mai vengono riconosciuti. Durante la sessione il giocatore può selezionare liberamente un'opzione tra: osservare nella vasca quanti pesci ha pescato finora, sostituire l'esca tuttora in uso con un'altra e andare con la barca in un altro punto del lago. Infine dei secondi maggiori potrebbero essere ricevuti cogliendo uno dei due oggetti spazzatura, ovvero lo stivale da pioggia e la scatoletta vuota.

## Serie
- Fisherman's Bait 2: Big Ol' Bass (1998)
- Fisherman's Bait: Marlin Challenge[9] (spin-off, 1999)
- Fisherman's Bait 3 (2001)
- Exciting Bass Mobile[10] (spin-off, 2001)
- Fisherman's Challenge (2003)